# Сандор Кліган
Сандор Кліган (англ. Sandor Clegane) — вигаданий персонаж серії фентезі-романів «Пісня льоду й полум'я» американського письменника Джорджа Р. Р. Мартіна, та його телевізійної адаптації «Гра престолів».
Вперше з'являється у дебютному романі серії «Гра престолів» (1996), надалі присутній у романах «Битва королів» (1998), «Буря мечів» (2000) та Бенкет круків (2005). Сандор Кліган це молодший, відчужений брат Грегора Клігана. Він особистий охоронець короля Джоффрі Баратеона. У телевізійній адаптації від «HBO», роль Сандора грає шотландський актор Рорі Макканн. Рорі Макканн отримав схвальні відгуки за роль Сандора Клігана.

## Родовід
- Кліган, дід Грегора і Сандора Кліганів, простолюдин.
  -  Кліган, батько Грегора і Сандора Кліганів, Зброєносець, а згодом Лицар.
    -  Грегор Кліган, на прізвисько Гора-на-Коні
    -  Сандор Кліган, на прізвисько Пес
    -  Кліган, сестра Грегора і Сандора Кліганів

## Опис персонажа
Сандор Кліган не є особою з власною оповіддю подій, тож його дії спостерігаються переважно через Сансу та Арію Старк, а також деяких інших персонажів, таких як Еддард Старк та Тиріон Ланністер. Сандор Кліган, також відомий як «Гончак», перебуває на службі у Ланністерів та має старшого брата Грегора Клігана на прізвисько «Гора». Сандор вважається одним з найбільш небезпечних та вправних бійців Вестероса. Його обличчя спотворене жахливими опіками, які він отримав ще в дитинстві, коли «Гора» засунув його голову у жаровню. З того часу Сандор боїться вогню та ненавидить свого брата. Також він зневажливо ставиться до лицарських обітниць, тому що його брат — лицар, який потурає вбивствам та зґвалтуванням, незважаючи на свої лицарські клятви. Сандор Кліган зображується як змучений чоловік, керований люттю та відразою, і єдиним прагненням якого є вбивство свого брата Грегора.

## Сюжетні лінії

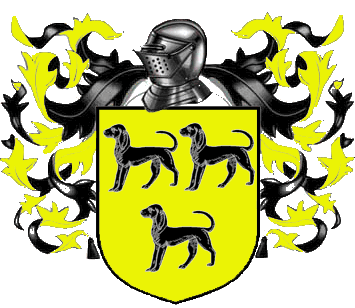
Герб дому Кліганів

### У книжках

#### Гра престолів
Сандор «Гончак» Кліган особистий охоронець та прислужник принца Джоффрі Баратеона, який називає його «Пес». Під час турніру на честь правиці короля, Сандор розповідає Сансі Старк яким чином він отримав свої потворні опіки на обличчі — ще в дитинстві, Грегор Кліган, його брат, застромив йому голову у жаровню. Також Сандор розповідає, що зневажає лицарство в цілому саме через свого підступного та жорстокого брата. Наприкінці розповіді «Гончак» попереджає Сансу, що вб'є її, якщо вона комусь розповість про це. Пізніше у Вежі правиці, коли Еддард Старк наказує заарештувати королеву Серсі Ланністер з дітьми, Сандор вбиває охорону Старка за наказом Джоффрі. Після того, як Джоффрі стає королем та звільняє Барристана Селмі з королівської варти, він пропонує Сандору Клігану приєднатися до сімки охоронців. Сандор погоджується лише за умови, що йому не доведеться складати лицарських обітниць. Надалі під час зустрічей з Сансою, Сандор радить їй виконувати всі забаганки Джоффрі, якщо вона хоче залишитися живою.

#### Битва королів
Сандор неодноразово заступається за Сансу намагаючись захистити її від Джоффрі та його жорсткого ставлення до неї. Під час заколоту на Блошиному Дні він рятує її, коли оскаженіла юрба напала на кавалькаду короля, вигукуючи образи та вимагаючи хліба, у безладі вони стягнули Сансу з сідла намагаючись помститись усім заможнім особам з оточення Джоффрі. Протягом битви на Чорноводді та штурму Королівської брами, Сандор разом з найманцями тричі вступав у бій проти армії Станніса Баратеона, але зелений вогонь дикополум'я та крики людей, які згорали у ньому під час битви, нагадав «Гончаку» про його власний давнішній дитячий страх, біль та безпорадність. Він відмовляється виконувати подальші накази та вирішує залишити Червоний Замок. Перед своєю втечею Сандор Кліган знаходить Сансу у її спочивальні та пропонує втекти разом з ним на північ. Санса відмовляється, тож Сандор залишає її і вирушає сам.

#### Буря мечів
Після втечі з Червоного Замку, Сандора Клігана бере у полон «Побратимство без прапорів» на чолі з Бериком Дондаріоном. Після свідчень Арії, яка вимагала стратити Сандора за вбивство її друга Майку, лорд Берик наказує влаштувати бій на смерть, щоб долю Сандора вирішив Володар Світла. Під час двобою «Гончак» задає Дондаріону смертельного поранення, але той виживає та звільняє Клігана, відібравши у нього усі гроші. Опинившись на волі Сандор викрадає Арію, щоб отримати за неї викуп або місце біля її брата Робба Старка. Вдвох вони подорожують до Близнючок (замок родини Фреїв), де повинно відбутися весілля, на якому буде присутній Робб. Але по приїзду до замку війська Фреїв підступно та неочікувано атакують армію Старків, розтрощуючи її вщент. Сандор знов змушений тікати. Після «Червоного Весілля» Гончак та Арія зупиняються у заїзді де їх помічають солдати його брата — Грегора Клігана. Під час сутички з ними Сандор отримує важке поранення. Після цього, з часом, сили залишають Сандора та Арія кидає його напризволяще.

#### Бенкет круків
Доля Сандора Клігана невідома. Декілька разів його згадують інші персонажі. Один з яких «Старший брат», чернець з острова Тихий. Він розповідає Брієнні Тарт, що «Гончак» помер, і він власноруч його поховав. Брієнна дуже вражена цим повідомленням і не може відразу в це повірити, але «Старший брат» наполягає на тому, що Сандор Кліган упокоївся. Слід зазначити, що «Старший брат» вважає мертвим і себе самого. Він розповідає Брієнні, що загинув у битві на Тризубі, коли воював за королевича Рейгара, під час «Повстання Роберта».

### У телесеріалі

#### Сезон 1
Кліган супроводжує Джоффрі Баратеона під час візиту короля Роберта Баратеона до Вінтерфела. На зворотному шляху до Королівської гавані Джоффрі хибно звинувачує сина м'ясника Майку у нападі. Виконуючи наказ, Сандор вистежує та вбиває Майку, здобуваючи відразу та зневагу Арії Старк, яка встигла подружитись з хлопчиком. Під час турніру на честь правиці короля, старший брат Сандора (Грегор Кліган) намагається вбити Лораса Тайрелла, проте Сандор встає на захист Лораса та вступає в бій зі своїм братом. Король Роберт, не бажаючи кровопролиття, зупиняє бій. Коли Еддард Старк звинувачує Джоффрі у відсутності права на трон після смерті Роберта, Сандор Кліган разом з солдатами Ланністерів вбиває охорону Старка, а самого Еддарда разом з дочкою Сансою беруть у полон. Сандор намагається співчувати Сансі після побоїв, які вчинив Джоффрі та радить їй не розлючувати королевича та коритися йому у його забаганках. Після того як Джоффрі коронують, Сандора Клігана призначають у королівську варту замість Барристана Селмі. «Гончак» погоджується за умови, що йому не доведеться складати жодних лицарських обітниць.

#### Сезон 2
Сандор продовжує захищати Сансу від знущань Джоффрі, наприклад він накриває її своїм плащем, коли Джоффрі віддав наказ роздягти її та побити. А також коли він врятував її від зґвалтування під час заколоту у Королівській Гавані. Протягом битви на Черноводній Сандор неодноразово веде в бій військо Ланністерів, але врешті-решт втрачає врівноваженість, коли Тиріон Ланністер застосовує дикий вогонь та спалює флот Станніса Баратеона. Дивлячись як заживо згорають від дикополум'я люди, Сандор не витримує та тікає з поля битви. Перед тим як залишити Червоний Замок, Кліган знаходить Сансу Старк і пропонує їй приєднатися до нього та відвести її на північ у Вінтерфел. Санса відмовляється і Сандор йде геть.

#### Сезон 3

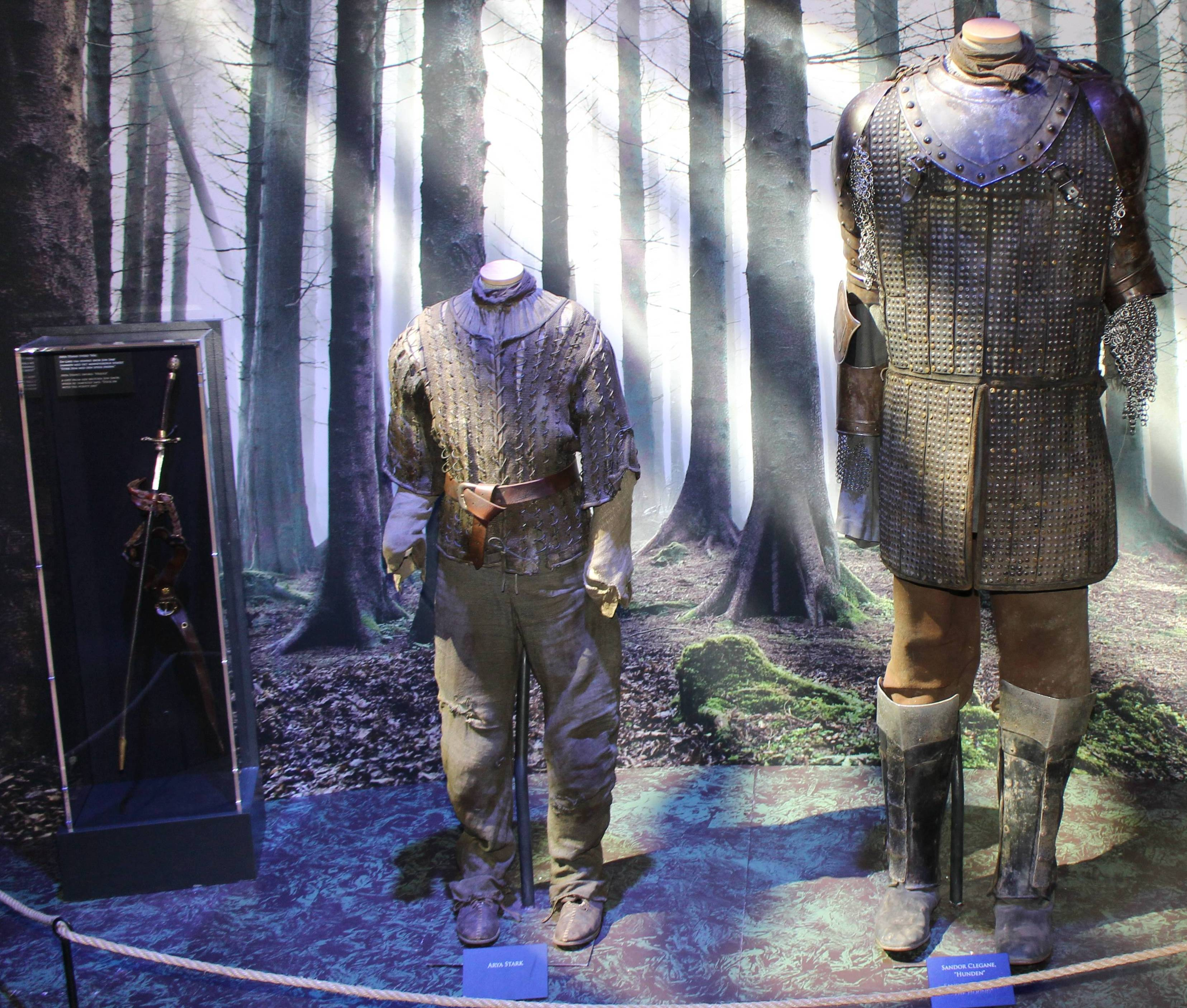
Одяг який носили Арія Старк та Сандор Кліган у телесеріалі

Неподалік від Ріверану, Сандора Клігана бере у полон «Побратимство без прапорів» — група лицарів та солдатів, яким Еддард Старк наказав відшукати та вбити Грегора Клігана та відновити справедливість у річкових землях. Під час полону «Гончак» помічає Арію Старк та розкриває її справжню ідентичність. Лідер побратимства Берік Дондаріон звинувачує Сандора у чисельних вбивствах. І хоча Кліган погоджується що він вбивця, провини своєї не визнає та стверджує, що лише виконував накази та захищав Ланністерів у яких він був на службі. Арія свідчить проти Сандора і розповідає про вбивство Майку, сина різника, який не заподіяв нікому шкоди. Лорд Берик ухвалює вирок через двобій на смерть, який виграє Кліган завдавши Дондаріону смертельного удару. Але лорда Берика миттєво воскрешає червоний жрець Торос з Миру промовляючи молитви до Володаря Світла. Берик звільняє «Гончака» з полону. Пізніше Кліган викрадає Арію Старк з метою отримати за неї викуп у її брата Робба і вони вдвох подорожують до замка Фреїв (Близнючки), де повинно відбутися весілля Едмура Таллі та Рослін Фрей. По прибуттю до замка Сандор та Арія стають свідками підступної атаки Фреїв на армію Старків, в результаті якої усе військо Старків було знищено. Врятувавшись від різанини «Гончак» та Арія залишають Близнючки.

#### Сезон 4
Після загибелі Робба та Кетлін Старк, а також знищення війська Старків, річкові землі перейшли під контроль родини Фреїв. Сандор вирішує відвести Арію до її тітки Лізи Аррен у Соколине Гніздо та взяти з неї викуп. Під час подорожі, Арія повідомляє Клігану, що вона не пробачила його за вбивство Майку і він досі перебуває у її списку смерті. Сандор та Арія прибувають до Гнізда лише щоб дізнатися, що Ліза Аррен скоїла самогубство. На зворотному шляху від замку родини Аррен їх зустрічає Подрик Пейн та Брієнна Тарт, яка пообіцяла Кетлін Старк привезти Арію додому. Арія відмовляється їхати з Брієнною. Сандор та Брієнна вступають у бій через суперечку з ким саме повинна залишитись Арія. У результаті двобою Брієнна скидає Сандора зі скелі і він зазнає чисельних травм. Залишаючись ще живим, але не в змозі рухатись, Сандор благає Арію вбити його, але вона натомість залишає його помирати на самоті.

#### Сезон 6
Напівмертвого Клігана знаходить колишній воїн, а нині септон, Рей, він лікує рани «Гончака» та повертає його до мирного життя. Сандор залишається з септоном та його послідовниками та допомагає їм будувати септу. Одного разу коли Кліган йде у найближчий ліс за дровами, на поселення нападають бандити та вирізають весь люд. Повернувшись та побачивши лише трупи Кліган повертається до своєї звичної справи. Він вистежує та вбиває частину грабіжників, а також знаходить решту вже в полоні у Берика Дондаріона та Тораса з Миру. Вони повідомляють йому, що це колишні побратими з братства, які порушили свої клятви. Лорд Берик дозволяє Сандору повісити решту злодіїв та пропонує йому приєднатися до «Побратимства без прапорів» та разом помандрувати на північ для боротьби з білими блукачами.

#### Сезон 7
Під час подорожі на північ побратимство зупиняється на фермі, господаря якої Кліган пограбував свого часу. В хатинці вони знаходять трупи фермера та його доньки. Сповнений каяття Сандор з допомогою Тороса викопує для них могилу та ховає. Пізніше Торос просить Клігана поглянути у полум'я та розповісти, що він там побачив. Сандор розповідає про армію білих блукачів, які йдуть до Стіни.
Побратимство намагається перетнути Стіну біля Східної Варти, але їх перехоплює патруль дикунів та бере їх у полон. З часом Джон Сноу разом з Давосом Сівортом, Джорою Мормонтом і Гендрі приїжджають до Східної Варти з метою захопити одного з білих блукачів та передати його Серсі, як свідчення наявності армії мертвих. Клігейн, Берик і Торос приєднуються до Джона, Джора, Гендрі і Тормунда та вирушають за Стіну. Їм вдається захопити мертв'яка, але в результаті вони потрапляють в оточення армії Короля Ночі. Гендрі, який заздалегідь побіг за допомогою до Східної Варти, вдається передати повідомлення Данерис Таргарієн. Данерис прилітає разом зі своїми драконами та в останню мить рятує вцілілих, серед яких і Сандор Клігейн. «Гончак» приєднується до Данерис та Джона і разом вони вирушають до Королівської Гавані.
У Королівський Гавані Сандор зустрічає Брієнну Тарт. Незважаючи на їхню попередню жорстоку бійку, вони спілкуються зі взаємною повагою. Брієнна розповідає Сандору, що Арія жива та знаходиться у безпеці разом зі своєю сестрою та братом. Ця новина викликає у «Гончака» рідку усмішку. Під час перемовин з Серсі він зустрічає свого брата Грегора, який служить охоронцем королеви. Сандор дає обіцянку своєму брату, що врешті-решт він його неодмінно вб'є. Після цієї зустрічі Сандор разом військом Данерис вирушає до Вінтерфелу, щоб дати бій Королю Ночі та його армії мертвих.

#### Сезон 8
Сандор разом з Джоном та Данерис приїжджають до Вінтерфела, де їх зустрічають Санса та Арія. Напередодні великої битви з мертв'яками Кліган та Арія Старк знаходять порозуміння один з одним під час дружньої бесіди. Впродовж битви з мертвими у напівзруйнованому та охопленому вогнем Вінтерфелі, «Гончака» знов охоплює давнішній дитячий страх перед вогнем. Але цього разу він долає його та повертається до бою, щоб врятувати Арію, яка відчайдушно відбивається від навали мерців.
Після перемоги над Королем Ночі, Арія разом з Сандором їдуть до Королівської Гавані, щоб звести рахунки з Серсі Ланістер та Грегором Кліганом відповідно. Разом з натовпом вони вдвох потрапляють до Червоного Замку, який перебуває в облозі війська Данерис Таргарієн. І хоча Серсі використовує тисячі людей як живий щит, Данерис не звертає на це уваги та розпочинає штурм, знищуючи людей та спалюючи Червоний Замок вогнем свого дракона. Усвідомлюючи, що замок не витримає та зруйнується, Сандор закликає Арію змиритися зі своєю люттю та не гинути заради того, щоб помститися Серсі. Арія сприймає благання Клігана, дякує йому за все, і в перший та останній раз звертається до нього на ім'я, прощаючись з ним.
Врешті-решт Сандор знаходить свого брата Грегора, який охороняє Серсі Ланністер. Не звертаючи на неї уваги, два брати розпочинають свій останній двобій. Протягом бою Сандору вдається збити шолом з Грегора і бачить, що його брат вже мало схожий на людину, а більше нагадує чудовисько, яке сформувалось після трансформації здійсненої колишнім мейстром Кайберном. Дивлячись в нелюдське обличчя свого брата, Сандор промовляє, що саме таким він його бачив та сприймав усе своє життя. З останніх сил Сандору вдається завдати Грегору разючого смертельного удару в голову, але цього виявляється замало, щоб зупинити його. Розуміючи, що вихід лише один, Сандор, схопивши Грегора, виштовхує його з вежі та падає разом з ним у полум'я навколо Червоного Замку.